# John Capel
John Capel (ur. 27 października 1978 w Brooksville na Florydzie) – amerykański
lekkoatleta, sprinter.
Dwukrotny medalista uniwersjady 1999 (złoto w sztafecie 4 × 100 metrów i srebro w biegu na 200 metrów). Był studentem University of Florida w Gainsville i grał w zespole futbolu amerykańskiego, lecz
wycofał się w 2000 roku, aby skoncentrować się na karierze sprinterskiej.
Sukcesy zaczęły się od zdobycia złotego medalu w biegu na 200 metrów, na Mistrzostwach Świata w Lekkoatletyce w 2003 roku w Paryżu, na tych zawodach był także członkiem amerykańskiej sztafety 4 × 100 metrów, która zdobyła złote medale. Sezon zakończył drugim miejscem podczas światowego finału IAAF w biegu na 100 metrów.
Brał udział w Letnich Igrzyskach Olimpijskich w Sydney, gdzie wystąpił w finale biegu na 200 m i uplasował się na 8. miejscu.
Zdobył srebrny medal na Mistrzostwach Świata w Lekkoatletyce w 2005 roku na dystansie 200 m.
Medalista mistrzostw kraju oraz mistrzostw NCAA.
Badanie antydopingowe przeprowadzone 18 lutego 2006 wykazało u Capela obecność niedozwolonych środków (Kannabinoidów). Na zawodnika nałożono karę dwuletniej dyskwalifikacji (15 marca 2006 – 14 marca 2008) oraz anulowano jego rezultaty osiągnięte od dnia przeprowadzenia kontroli.

## Rekordy życiowe
- bieg na 100 metrów – 9,95 (2004)
- bieg na 200 metrów – 19,85 (2000)
- bieg na 60 metrów (hala) – 6,48 (2003)
- bieg na 200 metrów (hala) – 20,26 (2000)